# Max Altman
Max Altman (São Paulo, 9 de abril de 1937 – São Paulo, 19 de dezembro de 2016) foi um advogado e jornalista brasileiro. Ao longo de sua vida, dedicou-se à militância socialista e internacionalista. Foi membro da Secretaria Nacional de Relações Internacionais do Partido dos Trabalhadores (PT). 

## Vida pessoal
Max Altman era filho de um revolucionário polonês de origem judaica. Quando nasceu, seu pai pretendia homenagear o economista alemão Karl Marx batizando-o como Marx Altman, de maneira a formar uma dupla com o filho mais velho, chamado Carlos. No entanto, no contexto do Estado Novo e da perseguição do governo de Getúlio Vargas aos comunistas, mudou de ideia no momento do registro. Seguindo as ideias do pai, Altman ingressou no Partido Comunista muito jovem, em 1950, ainda com 13 anos de idade. 
Na juventude, formou-se na Faculdade de Direito do Largo São Francisco da USP, na turma de 1960. No ano seguinte, recebeu a patente de oficial da reserva do Exército, após cursar o CPOR e cumprir estágio no 4º Regimento de Infantaria de São Vicente. Também cursou jornalismo na Faculdade Cásper Líbero. 
Foi casado duas vezes e teve três filhos, os também jornalistas Breno, Fábio e Rogério Altman. Era corintiano e apreciava a música de Elis Regina.

## Trajetória profissional
Altman exerceu a advocacia durante seis anos. Abandonou a profissão para assumir a direção administrativa e financeira de uma empresa mecano-metalúrgica. Posteriormente, deixou a atividade empresarial quando, em 1983, assumiu a direção do Theatro Municipal de São Paulo. 
Nesse ínterim, entre 1968 e 1980, Max Altman também presidiu a associação mantenedora do Ginásio Israelita Brasileiro Scholem Aleichem (GIBSA). Fundado por judeus progressistas, o colégio funcionou de 1949 a 1981 no bairro do Bom Retiro, região central de São Paulo, e teve como objetivo disseminar ideais antifascistas por meio de uma educação pluralista, inovadora e não discriminatória. Fez uma contribuição importante à cena educacional da cidade, ao lado de outros projetos educacionais inovadores, como a Escola Experimental da Lapa, os Ginásios Vocacionais e o Colégio de Aplicação da USP. 
Em 1986, Altman foi cofundador da Editora Scritta, mais tarde rebatizada como Editora Página Aberta. No âmbito da editora, lançou em 1995 a revista Atenção!, projeto encabeçado por seu filho Breno. A revista nasceu com o intuito de produzir reportagens investigativas e reproduzir materiais de jornais estrangeiros independentes, como o francês Le Monde Diplomatique, o norte-americano The Nation e o uruguaio Brecha. A revista teve vida curta: publicou apenas 11 edições, entre outubro de 1995 e fevereiro de 1997.  
Max Altman também trabalhou como tradutor. Traduziu os livros Falso amanhecer: Os equívocos do capitalismo global (editora Record, 1999), de John Gray; Os Investigadores (Civilização Brasileira, 2003), de Daniel J. Boorstin; A Herança de Stalin: Três gerações de amor e guerra (Globo, 2009), de Owen Matthews; e Imposturas Intelectuais: O abuso da Ciência pelos filósofos pós-modernos (Best Bolso, 2014), de Alan Sokal e Jean Bricmont.
Como jornalista, Altman escreveu muitos artigos sobre conjuntura internacional, dedicando-se sobretudo aos temas da América Latina. No final de sua vida, trabalhou como articulista no portal Opera Mundi, onde mantinha o blog Sueltos e a coluna Hoje na História. Os textos desta coluna são frequentemente reproduzidos em livros didáticos e foram recuperados para a produção de podcasts.
O jornalista colaborava com a Fundação Perseu Abramo, ligada ao PT. Pela editora da fundação, publicou o livro Venezuela em 2016.

## Militância
Ao longo da vida, Max Altman foi um dedicado militante internacionalista. Participou de diversos movimentos de solidariedade aos povos – do financiamento de exilados da ditadura franquista, na Espanha, à defesa do povo palestino. Destacou-se como defensor incondicional da Revolução Cubana e apoiador da Revolução Bolivariana da Venezuela, tendo sido amigo pessoal de Hugo Chávez.
Membro da comunidade judaica, era crítico à política do governo de Israel para os Territórios Palestinos. Foi um dos fundadores da organização Shalom, Salam, Paz, que reunia membros de origem judaica, palestina e árabe para tratar e divulgar questões do conflito entre Israel e o povo palestino. 
Após mais de 30 anos de militância comunista, em 1984 Altman se desfiliou do PCdoB para se juntar ao PT. No novo partido, participou da Secretaria Nacional de Relações Internacionais e fez diversas viagens para acompanhar como observador as eleições na Venezuela, Bolívia, Equador, Uruguai e Argentina. 
Em 2000, o jornalista e advogado tornou-se presidente do primeiro Comitê Brasileiro pela Libertação dos Cinco Cubanos.
Quanto à sua relação com os movimentos sociais brasileiros, um fato que se destaca é que Altman doou a maior parte de seu acervo de livros à Escola Nacional Florestan Fernandes, do Movimento dos Trabalhadores Rurais Sem Terra (MST).

## Falecimento
Em novembro de 2016, Altman foi diagnosticado com um tumor cerebral agressivo, dez anos após ser curado de uma leucemia. Morreu cerca de um mês depois do diagnóstico, aos 79 anos, em São Paulo. 
O velório foi realizado no dia 20 na Casa do Povo, mesmo local onde funcionou o GIBSA por 32 anos e que, atualmente, sedia diversos projetos culturais. Além de familiares e amigos, dirigentes e figuras importantes do PT estiverem presentes para lhe render homenagens, como Lula, José Genoino, Rui Falcão e Eduardo Suplicy. 
O comitê central do Partido Comunista de Cuba ofereceu condolências pela morte de Max Altman, a quem chamou de “exemplo de revolucionário”. Antes de morrer, ele expressou o desejo de ter suas cinzas jogadas sobre a mureta do Malecón, em Havana, Cuba.